# Броварський експериментально-торговельний машинобудівний завод «Торгмаш»
Броварський експериментально-торговельний машинобудівний завод «Торгмаш» — підприємство з вироблення торговельної техніки, а саме хлібовозних автофургонів та хлібопекарських печей у Броварах.
В честь заводу був названий один з десяти броварських мікрорайонів — Торгмаш.

## Історія
Броварське підприємство бере свій початок з 19 лютого 1957, коли постановою Ради міністрыв УРСР на околиці міста Бровари Київської області було виділено 8 га під будівництво відразу трьох заводів: авторемонтного, шиноремонтного і механічного. 
За розпорядженням Радміну СРСР 8 серпня 1960 року ще не добудовані підприємства були об'єднані в одне ціле — Броварський завод торгового машинобудування з підпорядкуванням його тресту «Укоопзаб» Центральної спілки споживчих товариств УРСР. Саме для Укоопспілки завод, вступивши до лав діючих підприємств з січня 1961 року почав випускати першу продукцію. Спочатку це були каналізаційні люки. Крім них на підприємстві займалися нескладним ремонтом різного торгового обладнання, потім самі освоювали його виробництво: металеві меблі, кіоски, тару, цвяхи і т.д. 
У 1963 році на БЗТМ був організований випуск автофургонів різного призначення на шасі ГАЗ-51А. Це автохлібовози (для перевезення хлібобулочних виробів) і автокрамниці (для пересувної роздрібної торгівлі в населених пунктах, що не мають стаціонарних магазинів). Вони мали максимально уніфіковані між собою суцільнометалеві кузова — для їх виробництва на заводі освоїли контактне зварювання. Це була вельми перспективна технологія на ті часи, якщо врахувати, що левова частка радянських кузовів-фургонів мала тоді дерев'яний каркас.
У 1965 році кузова зазнали невелику модернізацію, а саме: була зменшена нижня «спідниця» кузова для запобігання її зачіпання про нерівності дороги в умовах сільської місцевості. Крім того, в цьому ж році було розпочато виробництво зазначених типів автофургонів також на шасі ГАЗ-53Ф і додалася нова модифікація — автобітова майстерня для надання побутових послуг населенню. У стандартний набір таких послуг входив ремонт взуття, одягу, нескладний ремонт техніки (годинників, гасових ламп і т.д.), А також перукарня, фотоательє і багато іншого.
У 1964 році завод почав випуск автобензоцистерн на шасі ГАЗ-51А для роздрібного продажу палива населенню для побутових потреб, а з наступного року і бортові причепи 2-П-4 мод. 754В по документації Ірбитського автоприцепного заводу під маркою «БПГ».
Взагалі Броварський завод, який мав з 1967 по 1986 рік статус експериментального, випускав багато нестандартного торговельного та іншого обладнання, часто за індивідуальними замовленнями главку в масштабах дослідно-промислових партій. Так, в 1965 році завод отримав від Тартуського дослідного заводу ремонту автомобілів документацію на пересувну майстерню побутового обслуговування ТА-942Т, але серійно ці машини в Броварах так і не почали випускати. Хоча автофургони завжди були візитною карткою підприємства.
У 1976 році на зміну кузова старої конструкції прийшли кузова серії «БАФ-1», базовою моделлю якої був промтоварний варіант з тією ж назвою. Ізотермічний фургон отримав позначення «БАФ-1І», а хлібний — «БАХ» (пізніше «БКХ-2»). Кузови призначалися для монтажу на горьківські шасі з довгою базою (3700 мм). Їх можна було встановлювати на ГАЗ-53А (потім ГАЗ-53-12) або ГАЗ-52-01.
Крім автофургонів з 1975 року завод виробляв причепи-цистерни типів НКЦ і ПТЦ з теплоізоляцією на одноосьових шасі ТАПЗ-755 для роздрібного продажу квасу і пива в системі споживкооперації і став одним з лідерів в СРСР за обсягами їх виробництва. Також на одноосьових шасі завод виготовляв причепи-фургони ПА-1 (промтоварний) і ПХ-3А (хлібний).
У тому ж 1975 році «Торгмаш» освоїв виробництво бортів-підйомників С-5А конструкції ЕРСПО (м. Таллін). У 1985 році на підприємстві, що отримав на той час назву «імені XXVI з'їзду КПРС», розробили модернізований гідравлічний вантажопідйомний борт БПМ для фургонів, призначених для контейнерних перевезень. Борт мав вантажопідйомність 500 кг і піднімався на висоту до 1400 мм. Штатно він призначався для нового покоління автофургонів на шасі ГАЗ-53-12 (а потім і ГАЗ-3307) з кузовами типу БАФ-2, які мали просту кубічну форму замість округлих БАФ-1.
Незважаючи на республіканську приналежність, завод відправляв свої автофургони та причепи-бочки по лінії Центросоюзу по всьому СРСР, аж до Далекого Сходу. На початку 1990-х років завод своєї спеціалізації не втратила і продовжував випускати колишню продукцію, хоч і в значно менших обсягах у зв'язку зі скороченням ринку збуту. Незважаючи на це, на «Торгмаш» були розроблені моделі автофургонів на шасі ГАЗ-3302 і ЗІЛ-5301БО. Окремим рядком можна відзначити кілька великих партій фургонів на шасі Mercedes-Benz 508D, знятих з консервації бундесверу і розпроданих у багатьох країнах Східної Європи, серед яких опинилася і Україна.
Причепи-цистерни завод припинив випускати в 2000 році за вельми прозаїчної причини — через відсутність шасі. До 1998 року одновісні шасі підприємству поставляв Тираспольський авторефрижераторний завод, але він був визнаний банкрутом і закрився, остання ж партія шасі ТАПЗ-755 пішла якраз в Бровари. Потім були переговори з Луганським автоскладальним заводом, який деякий час був основним суміжником по причіпним шасі, але той був повністю закритий у 2001 році.
Виробництво автофургонів з початку 2000-х років, і по сьогодні носить нерегулярний характер: час від часу з'являються замовлення — виготовляють партіями, але масовим випуском його назвати, звичайно, не можна.

## Продукція
- Автофургони харчового та продовольчого призначення,
- Хлібопекарського печі тунельних типу газ А2-ХПК,
- Хлібопекарські печі ротаційного типу БПР-Е1,
- Машини тістомісильні А2-ХТМ-330,
- Кіоски зварні,
- Павільйони збірно-розбірні,
- Металоконструкції різного ступеня складності під замовлення.

## Модельний ряд автофургонів
| #  | Модель    | Довжина (мм) | Ширина (мм) | Висота (мм) | Маса (кг) | Шасі                                      | Призначення   | Кількість лотків |
| -- | --------- | ------------ | ----------- | ----------- | --------- | ----------------------------------------- | ------------- | ---------------- |
| 1  | БАФ-1     | 3870         | 2240        | 2300        | 768       | ГАЗ-53А, ГАЗ-53-12, ГАЗ-52-01             | Універсальний | —                |
| 2  | БАФ-1І    | 3870         | 2240        | 2300        | 1150      | ГАЗ-53А, ГАЗ-53-12, ГАЗ-52-01             | Ізометричний  | —                |
| 3  | БАФ-2     | 3655         | 2240        | 1920        | 925       | ГАЗ-53-12, ГАЗ-3307, ГАЗ-52-01            | Універсальний | —                |
| 4  | БАФ-2І    | 3655         | 2240        | 1920        | 1110      | ГАЗ-53-12, ГАЗ-3307, ГАЗ-52-01            | Ізометричний  | —                |
| 5  | БАФ-2І-01 | 3655         | 2240        | 1920        | 1150      | ГАЗ-53-12, ГАЗ-3307, ГАЗ-52-01            | Ізометричний  | —                |
| 6  | БАФ-7     | 3100         | 2020        | 1780        | 550       | ГАЗ-3302, ГАЗ-33021                       | Універсальний | —                |
| 7  | БАФ-7І    | 3120         | 2020        | 1780        | 720       | ГАЗ-3302, ГАЗ-33021                       | Ізометричний  | —                |
| 8  | БКХ-2     | 3300         | 2120        | 1760        | 760       | ГАЗ-53-12, ГАЗ-3307, ГАЗ-52-01, ГАЗ-52-04 | Хлібний       | 96-120           |
| 9  | БКХ-2Є    | 3300         | 1980        | 1830        | 680       | ГАЗ-53-12, ГАЗ-3307, ГАЗ-52-01, ГАЗ-52-04 | Хлібний       | 102              |
| 10 | БКХ-7     | 3300         | 2020        | 1650        | 600       | ГАЗ-3302, ГАЗ-33021                       | Хлібний       | 84               |
| 11 | БКХ-7-02  | 2910         | 2100        | 2015        | 726       | ГАЗ-3302, ГАЗ-33021                       | Хлібний       | 81               |